# 波風號驅逐艦
波風號（日文：なみかぜ，英文：Namikaze）是日本海軍第14艘峯風級驅逐艦 (野風級2號艦)，第二次世界大戰當中主要擔任北方船團的護航任務。戰爭結束後充當復員運輸之用，1947年移交給中華民國海軍，改名為瀋陽號。

## 艦歷

### 日本時期
波風號跟其它的峯風級驅逐艦是日本第一種大型驅逐艦，被分類為一等驅逐艦。這型驅逐艦建造尹始便是為了配合戰鬥巡洋艦的戰列，因此航速可達39節。波風號1922年服役後編入第1驅逐隊，擔任日本北方海域的警備任務。到太平洋戰爭爆發時，波風號並未編入聯合艦隊，仍是以護漁做為主要的任務。到1942年6月參與了攻擊阿留申群島，一年後，日軍從吉斯卡島撤退時，波風號亦加入行動。1944年在擔任小樽－北千島船團的護航任務時，因美軍潛艇的攻擊而重創，之後被拖曳至舞鶴海軍工廠進行修理。
由於受創的緣故，波風號拆除1座鍋爐，出力只剩25,000匹軸馬力，航速也降至29.5節。修理之中，波風號與同級的汐風號奉命改裝為自殺魚雷回天的搭載艦，因此武裝也做了調整。除撤除第2至第4砲座與所有530公釐魚雷發射器外，加裝了8門13公釐機砲與雙聯裝25公釐機砲6座，以及在艦尾裝設回天魚雷的滑軌（最多可搭載4枚回天魚雷）。1945年2月完工，但並未參與任務。日本投降時波風號泊碇在吳港，之後拆除武裝，並擔任復員運輸艦。

### 中華民國時期
1947年10月波風號駛抵青島，以賠償艦身份移交給中華民國海軍，命名為瀋陽號。由於該艦已有25年船齡，因此狀況不佳，接收後一直沒有再武裝。1948年該艦由招商局青島分局接收，但1949年2月青島撤守時瀋陽號自青島被拖來淡水後，又暫列名於訓練艦隊旗下。瀋陽號最後於1960年報廢除籍，應該沒有正式服役過。

## 註解
1. ↑  雖然排序來講，沼風號是峯風級最後一艘，但就完成時程來講，波風是最後一艘完工

## 外部連結
瀋陽－中國軍艦博物館 （中文）

野風型 駆逐艦 （页面存档备份，存于） （日語）

峯風級 一等駆逐艦 （日語）